# Meguerditch Barsamian
Meguerditch Barsamian (en arménien Մկրտիչ Պարսամեան), né le 7 mars 1886 à Agn (Empire ottoman) et mort le 18 juin 1965 à Paris 9e, est un écrivain et intellectuel arménien.

## Biographie
Meguerditch Barsamian naît le 7 mars 1886 dans le village d’Aboutchekh, près d'Agn. Il fréquente l'école communale jusqu'en 1897, date à laquelle son père, juriste, est assassiné lors des massacres d'Agn. Il fait ensuite ses études à Kharpert et au lycée Sanassarian d'Erzeroum, qu'il finit en 1905. Il exerce ensuite la profession d'instituteur dans des écoles arméniennes de Trébizonde, Zorlou et Konia jusqu'en 1914-1915. Il échappe au génocide arménien, se réfugie à Constantinople où il retrouve son frère Méroujan Barsamian, poète et éditeur de la revue Chanth (Շանթ).
En 1922, il s'établit avec son frère à Paris. Avec ce dernier, il y fonde les éditions Chanth (Շանթ) et la revue Guiank yev Arvesd (1931-1940).
Il fonde aussi l'association d'édition « Amis des écrivains martyrs » (qui devient plus tard « Amis de la littérature arménienne ») avec Simon Vratsian, L. Krikorian, Vasken Chouchanian, Lévon Mozian, G. Sassouni, Chavarch Nartouni, Meg. Yéritsants et Ohan Garo. L'objectif de l'association est de publier les écrits des écrivains arméniens morts avant et pendant le génocide, notamment de republier des ouvrages épuisés ou peu accessibles, afin de les transmettre aux nouvelles générations : l'association publie ainsi quinze volumes entre 1930 et 1955.
Il collabore pendant sa vie aux journaux arméniens Massis, Arevelk, Sourhantag, Azadamard, Haratch, Hairenik (États-Unis), Houssaper (Le Caire), Arevmoudk (Paris), Agoss (Beyrouth), Haïasdani Gotchnag (États-Unis), Nor Kirk, spécialement d'articles d'études littéraires. Chez Haratch, il exerce à partir de 1926 la fonction de critique et s'exprime notamment sur les écrivains de Constantinople ainsi que sur les jeunes écrivains arméniens.
Dans les années 1930, Meguerditch Barsamian commence à rédiger son autobiographie, dont il publie des extraits dans Guiank yev Arvesd et dont la version finale est publiée au lendemain de la Seconde Guerre mondiale sous le titre L'Histoire du village qui meurt.
Une de ses dernières activités est sa collaboration au journal littéraire Kragan Amsatert, publié à partir de décembre 1961.
Il meurt le 18 juin 1965 à Paris 9e.

## Œuvre[9]
- (hy) Արիւնի տօնը [« La Fête du sang »], Constantinople,‎ 1913
- (hy) Աւետիս Ահարոնեան : իր կեանքը եւ րականութիւնը [« Avetis Aharonian : Sa vie et son œuvre »], Paris, Impr. Massis,‎ 1930, 186 p. (BNF 41375188, lire en ligne)
- (hy) Շաւարշ Նարդունի [« Chavarch Nartouni »], Paris, Impr. Der Hagopian,‎ 1933, 46 p. (lire en ligne)
- (hy) Արեւմտահայ բանաստեղծներ [« Les poètes arméno-occidentaux »], Paris, imp. Arax,‎ 1937, 128 p. (lire en ligne)
- (hy) Մեռնող գիւղին պատմութիւնը [« L'Histoire du village qui meurt »], Paris,‎ 1946?
  - Cet ouvrage est traduit en français : Histoire du village qui meurt : Aboutcher, de Aghen (Turquie, 1895-96)  (trad. Marguerite Perche), Paris, Gaillard, 1990, 117 p. (ISBN 978-2-9504576-0-8)
- (hy) Ակն եւ Ակնցիք [« Agn et ses habitants »], Paris, Association compatriotique d'Akn,‎ 1952, 231 p. (BNF 31744322)